# Nomwin
Nomwin es un gran atolón, parte de las islas Hall, así como una aldea y municipio (junto con el deshabitado Fayu Oriental) en el estado de Chuuk, Estados Federados de Micronesia.
Se ubica a 9 km al suroeste de Murilo y 82 km al norte de la Laguna Chuuk.
Junto con Murilo forma las Islas Hall.